# Falsilunatia carcellesi
Falsilunatia carcellesi is een slakkensoort uit de familie van de Naticidae. De wetenschappelijke naam van de soort is voor het eerst geldig gepubliceerd in 1990 door Dell.